# Multishow
Multishow est une chaîne brésilenne de télévision appartenant au groupe Globosat. Elle propose depuis 1991 un large éventail de programmes dans le domaine du divertissement.

## Historique
La chaîne diffusait aussi un programme pour la jeunesse appelé Babá Eletrônica (littéralement Nounou électronique), avec des épisodes des Simpson et Garfield et ses amis, entre autres.
Avant la création de Canal Brasil et de Telecine Cult, les films nationaux et d'art étaient aussi diffusés sur Multishow. Curieusement, la seule émission à être diffusée depuis 1991 est Sexytime, un programme érotique en fin de soirée.
Durant une période, les programmes de Nickelodeon tels que les Razmokets ou encore Doug furent diffusés sur cette chaîne. Puis en 1995, la chaîne américaine créa sa filiale au Brésil et cessa de les diffuser sur Multishow.